# Arroz chau chau

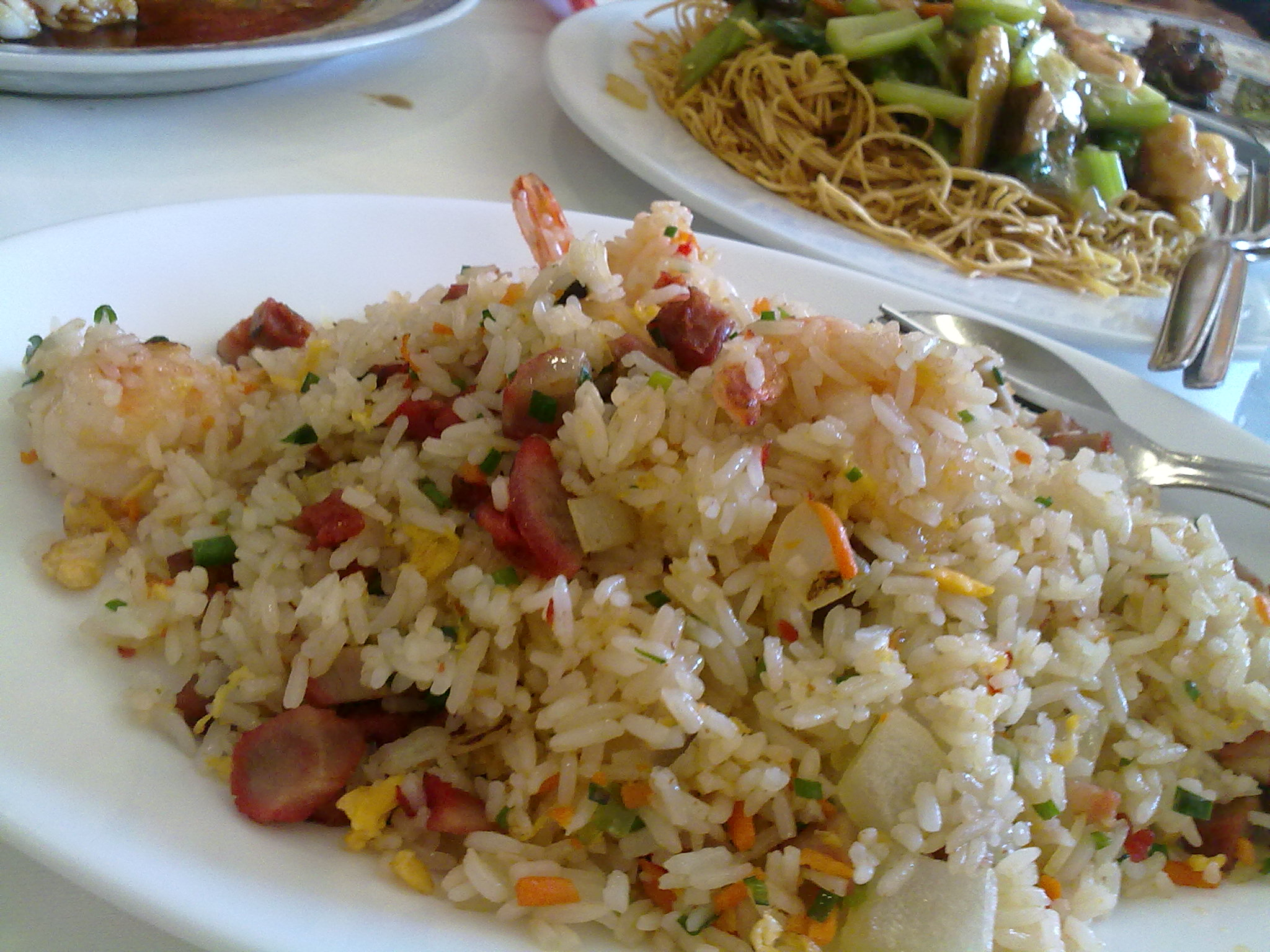
Arroz chau chau

Arroz chau chau é um prato tradicional do Cantão na China.
Tal como o nome sugere, trata-se de um prato preparado com arroz. A designação "chau chau" refere-se à fritura do arroz, constituindo uma adaptação da expressão em língua cantonense "炒飯" (pronunciada aproximadamente como "tchau fan"), significando arroz frito.
Para além do arroz, o prato pode também incluir carne de porco assada, cebolinho, chouriço, presunto, ervilha, ovo, camarão e molho de soja.
O arroz é inicialmente cozido em separado deixado a secar, sendo depois frito e envolvido com os restantes ingredientes.
Em Portugal, ao contrário do que acontece noutros países, esta iguaria é normalmente encontrada em restaurantes de inspiração chinesa como acompanhamento de outros pratos. No entanto, em restaurantes mais especializados em comida de Macau e Cantão, é também possível encontrá-lo na sua vertente original de prato principal.
Em Macau, é possível encontrar algumas variantes deste prato preparadas com bacalhau.